# Căpreni
Căpreni là một xã thuộc hạt Gorj, România. Dân số thời điểm năm 2002 là 2471 người.